# Jaelyn Fox
Jaelyn Fox (sinh ngày 18 tháng 2 năm 1988 tại Las Vegas, Nevada, Hoa Kỳ) là một nữ diễn viên khiêu dâm người Mỹ. Cô tham gia vào ngành công nghiệp phim người lớn bắt đầu từ năm 2007 vào lúc đó cô đang ở độ tuổi 19, và kể từ đó xuất hiện liên tục trong hơn 100 phim khiêu dâm. Với ngoại hình đẹp, tóc vàng, mắt xanh là một trong những lợi thế trong các vai diễn của cô.

## Các giải thưởng
- Được đề cử giải thưởng AVN 2009[3]
- Năm 2009 được đề cử giải thưởng AVN[3]
- Năm 2010 được đề cử giải thưởng AVN[4]